# Petko Petkow (1891–1924)
Petko Dimitrow Petkow (bułg. Петко Димитров Петков, ur. 4 maja 1891 w Sofii, zm. 14 czerwca 1924 tamże) – bułgarski polityk.
Był synem Dimityra i bratem Nikoły. W 1911 ukończył studia na Wydziale Prawa Uniwersytetu Paryskiego, w latach 1920–1922 pracował w dyplomacji, w 1922 brał udział w konferencji w Genui. Współpracował z Aleksandrem Stambolijskim jako przywódca lewicy Bułgarskiego Ludowego Związku Chłopskiego, w latach 1922–1923 kierował Działem Politycznym Ministerstwa Spraw Zagranicznych. Po przewrocie z 9 czerwca 1923 opowiedział się za współpracą z komunistami i jednolitym frontem w walce z reżimem wojskowym, który uznał za faszystowski, w sierpniu 1923 zaczął wydawać gazetę "Ludowa Obrona". Został skrytobójczo zamordowany.